# Accendino

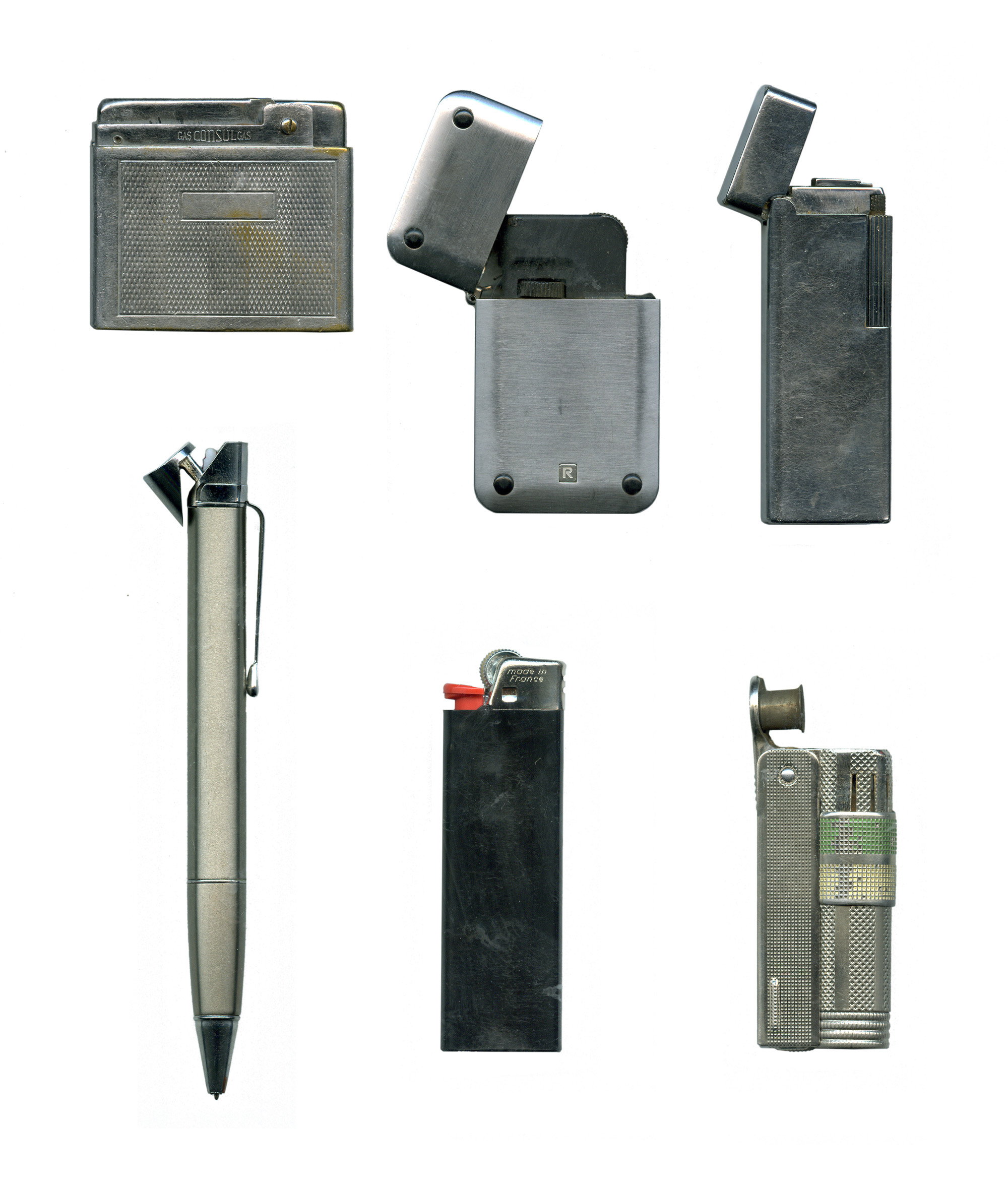
Accendini di vario tipo

L'accendino, detto anche accendisigari, è un dispositivo portatile in grado di produrre autonomamente una fiamma utilizzando del combustibile come il GPL contenuto in un apposito serbatoio e acceso da una pietrina o da un dispositivo piezoelettrico da cui scocca una scintilla che innesca la combustione.

## Descrizione e storia
Il primo accendino fu realizzato da Johann Wolfgang Döbereiner nel 1823 (4 anni prima che fosse inventato il fiammifero).
Prima del GPL come combustibile era usata solitamente la benzina, preferita ancora oggi da alcuni costruttori tra i quali Zippo. La preferenza di questa rispetto al gas liquefatto classico è dovuta all'insensibilità della benzina alla temperatura, di conseguenza la fiamma generata risulta costante a qualsiasi temperatura si trovi l'accendino.
Attualmente si dividono in due categorie, i ricaricabili e gli "usa e getta". I primi sono di fattura più curata e tecnologicamente migliori, e sono realizzati prevalentemente in metallo, a volte pregiato (argento e oro), e molti modelli sono oggetti da collezione. Gli usa e getta (prodotti e realizzati dal 1973) sono in materiale plastico, costano meno e, come dice il nome, esaurita la carica del gas sono inutilizzabili e vanno gettati via. A questi si aggiungono alcuni accendini in materiale plastico, comunque dotati di valvola per la ricarica del gas e di blocco dell'innesco rimovibile per permettere la sostituzione della pietrina (di quest'ultima categoria sono famosi i Clipper).

## Funzionamento

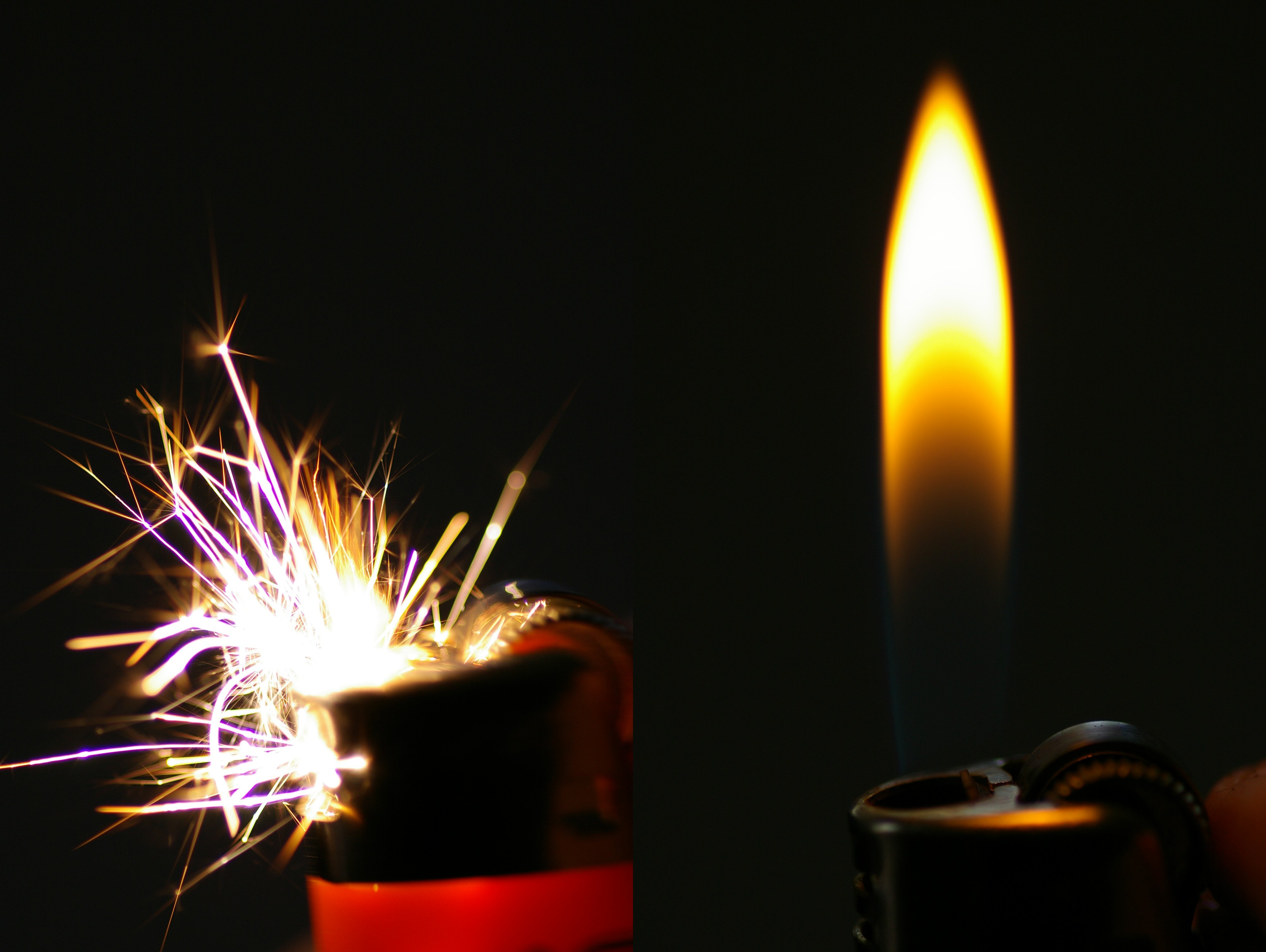
Ottenimento di scintille (a sinistra) e fiamma (a destra) tramite un accendino.

Da sempre l'innesco della fiamma viene effettuato per mezzo di scintille generate dallo sfregamento di una ruota zigrinata (che viene fatta ruotare con il pollice della mano) su una "pietrina" cilindrica, costituita da una lega di ferro-cerio, inventata da Carl Auer von Welsbach, chiamata Mischmetal o Auermetall in riferimento al suo inventore, posta all'interno di un caricatore.
Ultimamente (negli anni 2000) a questo sistema se ne è aggiunto un secondo in cui le scintille vengono prodotte da un generatore piezoelettrico con azionamento a pulsante, più affidabile e privo di usura.